# Samuel Careaga
Samuel Alejandro Careaga (Avellaneda, 6 maggio 2002) è un calciatore argentino, centrocampista dell'Hartford Athletic in prestito dal Lanús.

## Carriera
Careaga è cresciuto nel settore giovanile del Lanús, con cui ha firmato il primo contratto professionistico nel 2020. Ha esordito in prima squadra il 25 aprile 2022 nell'incontro di Copa de la Liga Profesional pareggiato 1-1 contro il Godoy Cruz.
Il 4 settembre 2023 è stato ceduto in prestito al Memphis 901 e tre giorni dopo ha esordito nell'incontro di USL League One vinto 3-2 contro il T.B. Rowdies. Il 17 settembre ha segnato il suo primo gol in carriera nel successo per 4-2 sull'Hartford Athletic.

## Statistiche

### Presenze e reti nei club
Statistiche aggiornate al 4 aprile 2024.
| Stagione        | Squadra         | Campionato      | Campionato | Campionato | Coppe nazionali | Coppe nazionali | Coppe nazionali | Coppe continentali | Coppe continentali | Coppe continentali | Altre coppe | Altre coppe | Altre coppe | Totale | Totale | Totale |
| Stagione        | Squadra         | Comp            | Pres       | Reti       | Comp            | Pres            | Reti            | Comp               | Pres               | Reti               | Comp        | Pres        | Reti        | Pres   | Reti   |        |
| --------------- | --------------- | --------------- | ---------- | ---------- | --------------- | --------------- | --------------- | ------------------ | ------------------ | ------------------ | ----------- | ----------- | ----------- | ------ | ------ | ------ |
| 2022            | Lanús           | PD              | 14         | 0          | CA+CdL          | 1+3             | 0               | CS                 | 2                  | 0                  |             | -           | -           | 20     | 0      |        |
| 2023            | Memphis 901     | USL1            | 6+1        | 2+0        | USCup           | 0               | 0               |                    | -                  | -                  |             | -           | -           | 7      | 2      |        |
| 2024            | Memphis 901     | USL1            | 3          | 1          | USCup           | 0               | 0               |                    | -                  | -                  |             | -           | -           | 3      | 1      |        |
| Totale carriera | Totale carriera | Totale carriera | 24         | 3          |                 | 4               | 0               |                    | 2                  | 0                  |             | -           | -           | 30     | 3      |        |